# Ōta-gawa (Hiroshima)
Le fleuve Ōta (太田川, Ōta-gawa) est un cours d'eau du Japon long de 103 km qui prend sa source dans les flancs du mont Kanmuri. Il s'écoule dans la préfecture de Hiroshima et forme un delta dans la ville du même nom avant de se jeter dans la mer intérieure de Seto.

## Dans la fiction
- Moi, Ota, rivière d'Hiroshima, pièce de théâtre de Jean-Paul Alègre (2015)